# Questa notte non sono morto
Questa notte non sono morto è il terzo album della band alternative rock Airway.

## Tracce
1. Supernova – 4:00
2. Questa notte non sono morto – 3:10
3. Il passo delle cose (feat. Ghemon) – 3:56
4. Terrestri – 3:57
5. Gocce – 2:06
6. Gli occhi di Cobain – 4:36
7. Crisalide – 4:37
8. Sfidare i fulmini – 3:14
9. Le luci (sotto Natale) – 2:21
10. Diagonali – 3:23

## Formazione
- Valerio Morossi - voce e basso
- Sandro Cisolla - voce e chitarra
- Alessandro Cecino - chitarra
- Alessandro Carlozzo - batteria